# Герман Иосиф
Святой Герман Иосиф фон Штайнфельд (нем. Hermann Joseph von Steinfeld, около 1150, Кёльн, Куррейнский округ — 7 апреля 1241, Ховен (Цюльпих), Кёльн) — немецкий регулярный каноник-премонстрант, мистик.

## Жизнь
Герман родился в Кёльне, в семье Лотаря, графа Мера, и его жены Хильдегунды. Его сестрой была Хадевейх из Мера. Несмотря на графский титул его отец не был богат. В 7-летнем возрасте Герман пошёл в школу, но всё свободное время проводил в церкви Святой Марии Капитолийской, молясь Деве Марии. По легенде однажды мальчик преподнёс яблоко — всё, что у него было на обед — статуе Иисуса Христа, которая приняла его. По ещё одной легенде, когда в один из холодным дней он пришёл босиком, Дева Мария помогла ему достать обувь.

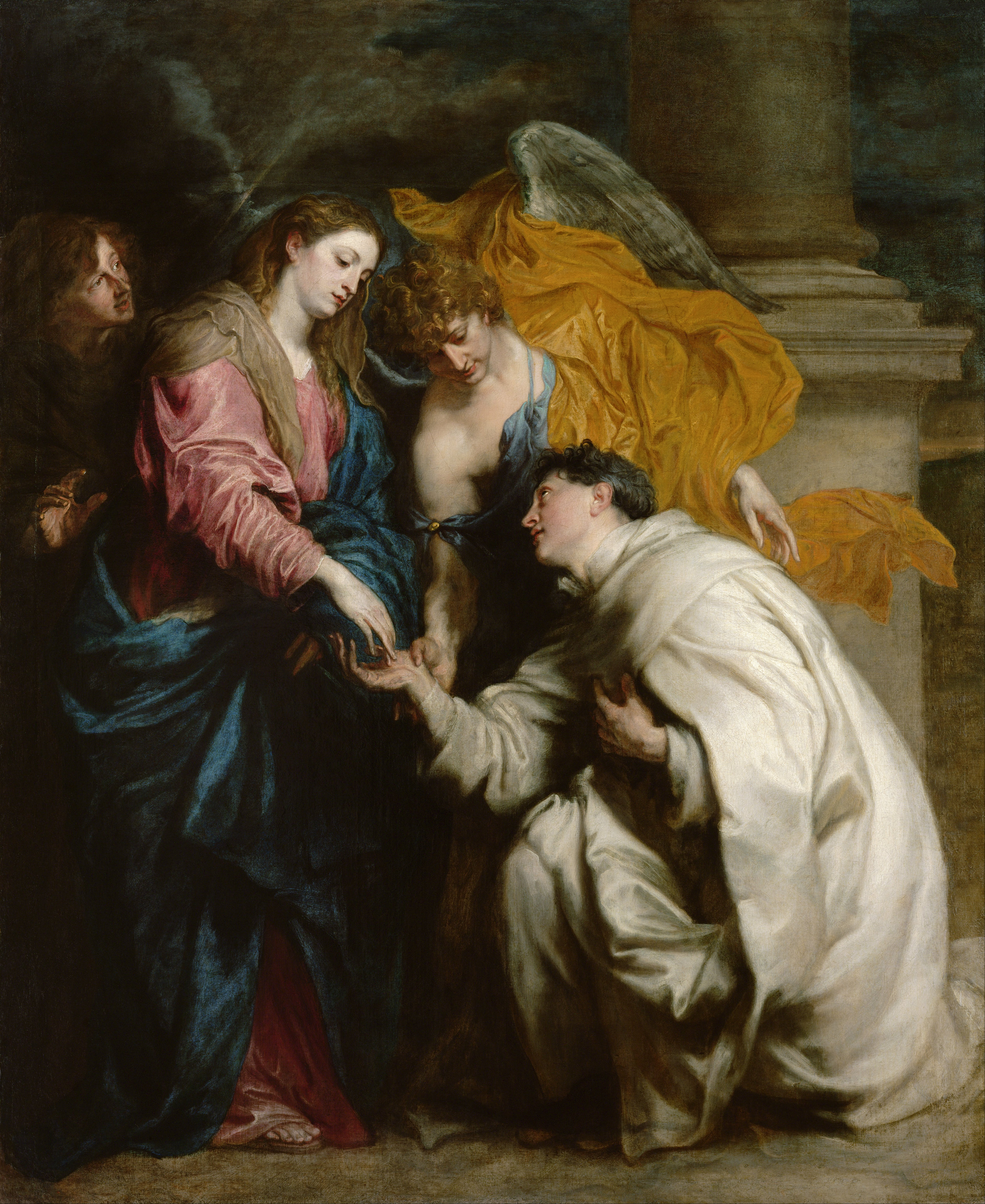
Видение Богоматери блаженному Герману Иосифу. Антонис Ван Дейк, 1629—1630 гг.

В возрасте двенадцати лет поступил в аббатство регулярных каноников-премонстрантов в Штайнфельде. Поскольку он был слишком молод, его отправили учиться в Халлюм во Фрисландии. По возвращении принёс монашеские обеты и получил второе имя Иосиф. Как послушнику, ему сначала поручили работать в трапезной, а затем в ризнице.
После рукоположения в священники Герман Иосиф исполнял обязанности пастыря, а также часто занимался изготовлением и ремонтом часов. Активно проводил мессы за пределами аббатства, особенно в женских монастырях в районе Айфеля. В конце жизни служил капелланом в женском цистерцианском монастыре в Ховене (недалеко от Цюльпиха), где скончался весной 1241 года.
Вскоре после его смерти стали появляться свидетельства о чудесах, происходящих на его могиле: кроме исцеления слепых, парализованных и бесноватых, люди замечали облегчение зубной и головной болей, простуды и других каждодневных недугов.

## Почитание
Процесс его канонизации был начат в 1626 году по просьбе архиепископа Фердинанда Кёльнского и императора Фердинанда II, но был прерван. Тем не менее премонстранты продолжили отмечать день его памяти 4 апреля, а имя Германа Иосифа было внесено в премонстратское приложение к римскому мартирологу. Они также отмечают день перенесения мощей из аббатства Ховен в аббатство Штайнфельд — 24 мая.
Никогда не был официально канонизирован, но 11 августа 1958 года папа Пий XII подтвердил его культ, что считается равнозначно канонизации. Мать и сестра Германа Иосифа почитаются блаженными.
В настоящее время день памяти отмечается 21 мая.